# Dasyscyphus glabrescens
Dasyscyphus glabrescens är en svampart som först beskrevs av Cooke & W. Phillips, och fick sitt nu gällande namn av Pier Andrea Saccardo 1889. Dasyscyphus glabrescens ingår i släktet Dasyscyphus och familjen Hyaloscyphaceae.   Inga underarter finns listade i Catalogue of Life.